# Akbar Ahmed

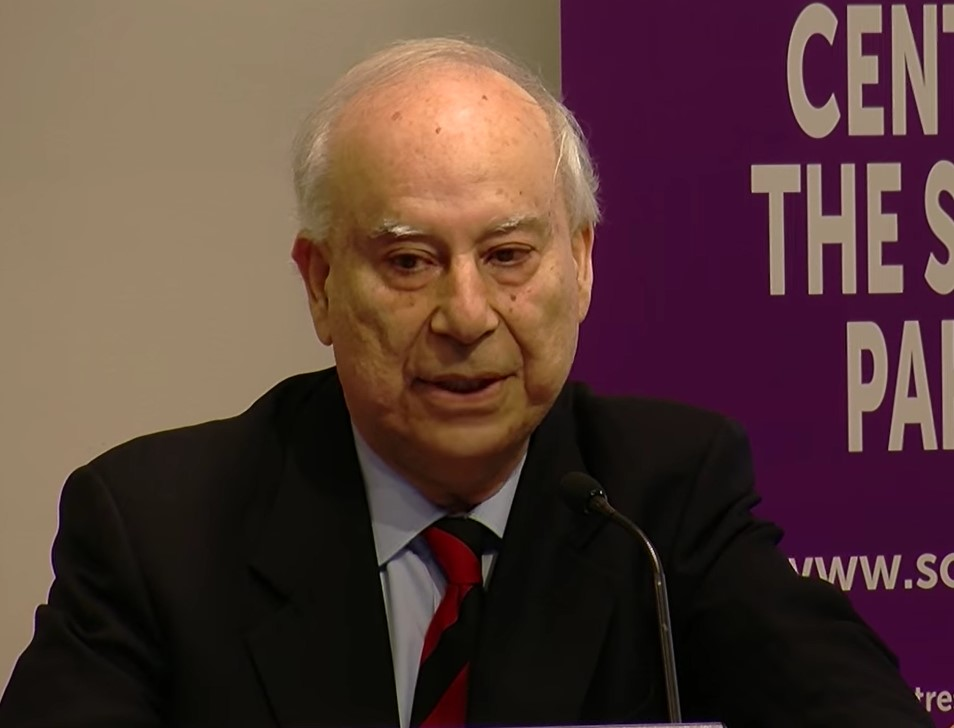
Akbar Ahmed

Akbar Ahmed (* 15. Januar 1943 in Allahabad, Britisch-Indien) ist ein US-amerikanisch-pakistanischer Gelehrter, Schriftsteller, Islamwissenschaftler und ehemaliger Diplomat. Er ist Inhaber des Ibn Khaldun Chair of Islamic Studies an der American University, einer privaten, methodistischen Universität in Washington, D.C.

## Leben
Akbar Ahmed wuchs in Pakistan auf. Er war pakistanischer Hochkommissar in Belutschistan. Er ist Anthropologe und islamischer Gelehrter und promovierte an der School of Oriental Studies in London. Nach einer fünfjährigen Tätigkeit als Allama Iqbal Fellow am Selwyn College (Cambridge) wurde er 1993 zum ersten Muslim Fellow ernannt. Zudem war er das erste pakistanische Ratsmitglied im Royal Anthropological Institute of Great Britain and Ireland.
Von der pakistanischen Regierung wurde er für seine akademischen Leistungen mit dem Sitara-i-Imtiaz („Exzellenz-Stern“) ausgezeichnet. Zusammen mit Judea Pearl erhielt er 2006 den erstmals vergebenen Purpose Prize der John Templeton Foundation in Pennsylvania. Vom Gottlieb Duttweiler Institut wurde er 2015 zu einem Global Thought Leader ernannt. Er war einer der 138 Unterzeichner des offenen Briefes Ein gemeinsames Wort zwischen Uns und Euch (engl. A Common Word Between Us & You), den Persönlichkeiten des Islam 2007 an kirchliche Führer weltweit sandten.

## Veröffentlichungen
- Journey into Europe: Islam, Immigration, and Identity. Brookings Press, 2018.
- The Thistle and the Drone. How America's War on Terror Became a Global War on Tribal Islam. Brookings Institution Press, Washington, D.C., USA 2013, ISBN 978-0-8157-2378-3.
- Suspended Somewhere Between: A Book of Verse. Busboys and Poets, 2011.
- Journey into America: The Challenge of Islam. Brookings Institution Press, Washington, D.C. 2010. (Gewinner des American Book Award).
- Journey into Islam: The Crisis of Globalization. Brookings Press, 2007.
- After Terror: Promoting Dialogue Among Civilizations. Mit Brian Forst. Polity Press, 2005.
- Islam Under Siege: Living Dangerously in a Post-Honor World. Polity Press, 2003.
- The Future of Anthropology: Its Relevance to the Contemporary World. Mit Chris Shore. Athlone Press, 1999.
- Islam Today: A Short Introduction to The Muslim World. I.B. Tauris, 1998.
- Jinnah, Pakistan and Islamic Identity: The Search for Saladin. Routledge, 1997. (Drehbuch des Films Jinnah)
- Islam, Globalization and Postmodernity with Hastings Donnan. Routledge, 1994.
- Living Islam: From Samarkand and Stornoway. BBC Books, 1993.
- Discovering Islam: Making Sense of Muslim History and Society. Routledge, 1988.
- Postmodernism and Islam: Predicament and Promise. Routledge, 1992.
- Resistance and Control in Pakistan. Routledge, 1991.
- Pakistan: The Social Sciences' Perspective. Oxford University Press, 1990.
- Toward Islamic Anthropology: Definition, Dogma, and Directions. Vanguard Books, Lahore: 1987 (auch in der Islamization of Knowledge Series, 2, des IIIT, Herndon, VA, 1988, mit einem Vorwort von Ismail al-Faruqi. - Digitalisat)
- Religion and Politics in Muslim Society: Order and Conflict in Pakistan. Royal Book Co., 1987.
- Pukhtun Economy and Society: Traditional structure and economic development in a tribal society. Routledge, 1980.
- Pieces of Green, the Sociology of Change in Pakistan, 1964–1974. Royal Book Co., 1977.
- Social and Economic change in the Tribal Areas, 1972–1976. Oxford University Press, 1977.
- Millennium and Charisma Among Pathans: A Critical Essay in Social Anthropology. Routledge, 1976.
- Mataloona: Pukhto Proverbs. Oxford University Press, 1975.
- Mansehra: A Journey. Ferozsons, 1973.

## Video
- Akbar Ahmed-Journey into America, The Challenge of Islam (Interview Michelle Boorstein – The Washington Post) – youtube.com
- Akbar Ahmed - 2008 Rumi Peace and Dialogue Awards – youtube.com
- Waziristan to Washington: Akbar Ahmed Monologue – youtube.com